# Сборная Арабского залива по регби
Сборная Арабского залива по регби представляла в международном регби-15 ряд государств из этого региона. Команда комплектовалась регбистами Бахрейна, Кувейта, Омана, Катара, ОАЭ и Саудовской Аравии. Сборная залива проводила матчи с 1993 по 2010 годы. Руководство командой осуществлял Регбийный союз Арабского залива. На правах наблюдателей в организацию входили Египет, Ливан и Иордания.
В 2007 году появились слухи о возможном прекращении выступлений межнациональной команды. Именно тогда сборная Катара самостоятельно приняла участие в азиатском чемпионате, проходившем в Шри-Ланке. Несмотря на опровержение официального органа, 16 января 2009 года Международный совет регби объявил о разделении союза залива на отдельные национальные организации. Предполагалось, что первым независимым союзом станет организаций ОАЭ.
К концу 2010 года сборная залива прекратила существование. Последним турниром объединённой команды стал Азиатский кубок пяти наций. Этот же турнир служил финальным этапом квалификации к чемпионату мира 2011 года. Сборная залива выиграла два из четырёх матчей. В частности, в своём последнем матче арабские регбисты выиграли у сборной Южной Кореи (21:19).

## Результаты

### Азиатский кубок пяти наций
В 2008 году сборная залива играла в высшем дивизионе турнира. Другими участниками элитной лиги в том сезоне выступили Южная Корея, Япония, Гонконг и Казахстан. Проиграв все встречи и заняв последнее место, команда выбыла в первый дивизион. Сезон 2009 года команда провела в первой лиге, после чего вновь вышла на высший уровень. Состав участников турнира был таким же, как и в сезоне—2008.

### Чемпионат мира
- 1987: не приглашены
- 1991—2011: не прошли отбор

### Общие
Итоговые результаты сборной.
| Соперник         | Матчи | Победы | Поражения | Ничьи | Доля побед |
| ---------------- | ----- | ------ | --------- | ----- | ---------- |
| Ботсвана         | 1     | 1      | 0         | 0     | 100 %      |
| Гонконг          | 5     | 1      | 4         | 0     | 20 %       |
| Замбия           | 1     | 1      | 0         | 0     | 100 %      |
| Зимбабве         | 1     | 0      | 1         | 0     | 0 %        |
| Индия            | 1     | 1      | 0         | 0     | 100 %      |
| Казахстан        | 5     | 1      | 4         | 0     | 20 %       |
| Кения            | 2     | 0      | 2         | 0     | 0 %        |
| Китай            | 1     | 1      | 0         | 0     | 100 %      |
| Малайзия         | 2     | 2      | 0         | 0     | 100 %      |
| Намибия          | 1     | 0      | 1         | 0     | 0 %        |
| Сингапур         | 2     | 1      | 1         | 0     | 50 %       |
| Таиланд          | 3     | 2      | 1         | 0     | 67 %       |
| Китайский Тайбэй | 2     | 2      | 0         | 0     | 100 %      |
| Тунис            | 2     | 1      | 1         | 0     | 50 %       |
| Шри-Ланка        | 2     | 2      | 0         | 0     | 100 %      |
| Республика Корея | 3     | 1      | 2         | 0     | 33 %       |
| Япония           | 3     | 0      | 3         | 0     | 0 %        |
| Всего            | 37    | 17     | 20        | 0     | 46 %       |